# Euriphene integribasis
Euriphene integribasis är en fjärilsart som beskrevs av Gustaaf Hulstaert 1924. Euriphene integribasis ingår i släktet Euriphene och familjen praktfjärilar. Inga underarter finns listade i Catalogue of Life.